# Der Partner (Grisham)
Der Partner (Originaltitel: The Partner) ist ein 1997 bei Doubleday erschienener Roman (Thriller) des US-amerikanischen Autors John Grisham. 1998 erschien die deutsche Hardcover-Ausgabe beim Heyne Verlag. 1999 erschien das Taschenbuch, ebenfalls beim Heyne Verlag.

## Inhalt
Der Rechtsanwalt Patrick Lanigan hat seinen eigenen Tod inszeniert, bei dem er angeblich mit dem Wagen eine Klippe hinab stürzte und im Wagen verbrannte. Er hält sich bis nach seiner Trauerfeier versteckt und betrügt seine Partner in der Anwaltskanzlei und einen Klienten um 90 Millionen Dollar, mit denen er sich nach Brasilien absetzt. Die Betrogenen wollen ihn nicht ungeschoren davonkommen lassen und setzen den Privatdetektiv Jack Stephano auf ihn an, der auf jeden Fall das Geld wieder beschaffen soll. Nach über vier Jahren wird Lanigan, der sich als Danilo Silva in Ponta Porã versteckte, von Stephanos Männern gefunden und gefoltert, um den Ort des verschwundenen Geldes aus ihm herauszupressen.
Lanigan hat jedoch seine brasilianische Freundin Eva Miranda, ebenfalls Anwältin, genauestens instruiert. Wohl ahnend, dass Stephano ihn früher oder später finden würde, soll sie, wenn er verschwinden sollte, das FBI verständigen, dass Stephano ihn gefunden hat. Das FBI zwingt Stephano, Lanigan ans FBI auszuliefern. Dieser konnte jedoch durch die Folter in Erfahrung bringen, dass Lanigan nicht weiß, wo sich das Geld befindet, sondern einzig und allein Eva Miranda dieses Wissen besitzt. Während Stephanos Männer sich auf die Suche nach Miranda machen, wird Lanigan in einem Militärkrankenhaus gesund gepflegt. Währenddessen wird gegen ihn wegen Betrugs und Mordes Anklage erhoben, denn in seinem verbrannten Wagen wurde damals eine nicht mehr identifizierbare Leiche gefunden.
Aus dem Krankenhaus heraus ruft sich Lanigan einen Anwalt, der Kontakt zu Eva Miranda hält, welche unter anderem Namen kreuz und quer durch die Welt fliegt, um sich Stephanos Einfluss zu entziehen. Das Geld, welches der Mandant von Lanigans ehemaliger Anwaltskanzlei zugesprochen bekam und das Lanigan schließlich klaute, war aus einem Prozess, den der Mandant durch gefälschte Beweise zugesprochen bekam. Lanigan hat alle Beweise gesammelt und lässt sie mit Hilfe seines Anwalts und seiner Freundin nach und nach ausspielen. Durch einen geschickten Deal mit der Staatsanwaltschaft, erklärt er sich bereit, das Geld zurückzubezahlen, verlangt aber, die Zinsen größtenteils für sich zu behalten. Aus Sorge, das Geld überhaupt nicht zu bekommen, geht diese auf den Deal ein, auch in dem Glauben, dass Lanigan noch wegen Mordes verurteilt wird und er daher trotzdem seine Strafe bekommt. Doch auch diese Anschuldigung kann er von sich weisen. In dem Auto war ein alter Mann, den Lanigan kannte und nach dessen natürlichem Tod er die Leiche im Wagen versteckte. Er hatte während einer Aufbahrung, deren einziger Gast er war, die Leiche gegen Steine ausgetauscht. Nach der Öffnung des Grabs und dem Beweis seiner Behauptung, wird er vom Vorwurf des Mordes freigesprochen und letztlich nur noch wegen Leichenschändung verurteilt, ohne ins Gefängnis zu müssen. Lanigan wird entlassen, muss jedoch feststellen, dass er diesmal betrogen wurde und zwar von seiner Freundin, die mit dem restlichen Geld verschwunden ist. Das Buch endet damit, dass Lanigan seinem Anwalt das ausstehende Honorar nicht bezahlen kann, aber immer noch die Hoffnung hat, dass Miranda wiederkommt.